# Oh, What an Appetite
Oh, What an Appetite è un cortometraggio muto del 1908 diretto da Gilbert M. 'Broncho Billy' Anderson.

## Produzione
Il film fu prodotto dalla Essanay Film Manufacturing Company.

## Distribuzione
Uscì nelle sale cinematografiche USA il 2 settembre 1908.